# Шарп, Аарон Джон
Аарон Джон Шарп (англ. Aaron John Sharp; (29 июля 1904, Плейн-Сити, США — 16 ноября 1997, Ноксвилл, США) — американский ботаник и бриолог, считавшимся экспертом по мхам.

## Биография
Шарп вырос на молочной ферме недалеко от города Ист-Либерти, штат Огайо. Он учился в Университете Уэслиана штата Огайо и получил степень по ботанике в 1927 году. После получения степени бакалавра Шарп познакомился с бриологией благодаря Джорджу Элвуду Николсу, который посещал занятия на биологической станции Мичиганского университета. Шарп получил степень магистра наук в Оклахомском университете, обучаясь у Пола Сирса, в 1929 году.
В 1929 году Шарп переехал в Ноксвилл, штат Теннесси, и начал преподавать в Университете Теннесси. Хотя он был принят в докторантуру Йельского университета, финансовые трудности вынудили его в 1938 году получить докторскую степень в Университете штата Огайо. В 1946 году Шарп стал профессором Университета Теннесси, а с 1951 по 1961 год возглавлял кафедру ботаники.
В 1965 году Шарп стал президентом Ботанического общества Америки. Он вышел на пенсию из Университета Теннесси в 1974 году, но остался почётным профессором. В 1992 году Шарп стал членом Линнеевского общества.

## Память
В честь Шарпа были названы два рода мхов: Neosharpiella из семейства Bartramiaceae в 1973 году и Unclejackia (из семейства Brachytheciaceae), названная Дэниелом Х. Норрисом в 1999 году. Вид дерева Magnolia sharpii также был назван в его честь доктором Фаустино Мирандой в 1955 году.
Имя Шарпа носят две награды: Фонд Шарпа — денежная премия Университета Теннесси за флористические исследования растений, и Премия Шарпа Американского бриологического и лихенологического общества, вручаемая за лучшую студенческую работу на каждом ежегодном собрании.

## Избранная библиография
- Sharp, Aaron John (1945). Notas sobre la flora de la región escarpada de la parte noroeste del Estado de Puebla.
- Shanks, Royal Eastman; Sharp, Aaron John (1950). Summer Key to Tennessee Trees. University of Tennessee.
- Sharp, A. J.; H. Crum; P. M. Eckel, eds. (1994). Moss Flora of Mexico. Memoirs of the New York Botanical Garden 69, vols. 1-2.
- Campbell, Carlos Clinton; Hutson, William F.; Sharp, Aaron John (1977). Great Smoky Mountains Wildflowers. University of Tennessee Press. ISBN 9780608014357.
- Fulford, Margaret; Sharp, Aaron John (1990). The Leafy Hepaticae of Mexico: One Hundred and Twenty-seven Years After C.M. Gottsche. New York Botanical Garden. ISBN 9780893273613.